# Monster (film)
Monster är en amerikansk-tysk långfilm från 2003 i regi av Patty Jenkins, med Charlize Theron, Christina Ricci, Bruce Dern och Lee Tergesen i rollerna.

## Handling
Monster är baserad på den sanna historien om seriemördaren Aileen Wuornos (spelad av Charlize Theron). Filmen börjar i det ögonblick då Aileen för första gången i sitt liv möter en människa som är vänlig mot henne. Det är Selby (Christina Ricci) som blir Aileens älskarinna och kompanjon under fyra år.

## Utmärkelser
Charlize Theron belönades med både en Oscar och en Golden Globe för sin rolltolkning i filmen.

## Rollista
| Charlize Theron | – Aileen        |
| Christina Ricci | – Selby         |
| Bruce Dern      | – Thomas        |
| Lee Tergesen    | – Vincent Corey |
| Annie Corley    | – Donna         |